# Ceratomia hoffmanni
Ceratomia hoffmanni är en fjärilsart som beskrevs av Josef Mooser 1942. Ceratomia hoffmanni ingår i släktet Ceratomia och familjen svärmare. Inga underarter finns listade i Catalogue of Life.